# Jusèp Amiell Solè
Jusèp Amiell Solè   (Garòs, 18 d'abril de 1930 - Viella, 17 de desembre de 2024) va ser un sacerdot i escriptor aranès.

## Biografia
Va estudiar al Seminari de la Seu d'Urgell i fou ordenat sacerdot el 20 de juny de 1954. Va ser rector de Linyola del a1962 al 1964, estat rector de Bossòst el 1973 i de la Pobla de Segur el 1977. Va traduir a l'aranès el Missal i el 17 de gener de 1979 donà a l'església del Pater Noster de Jerusalem el parenostre en aranès. Posteriorment va ser director espiritual del Seminari Diocesà i el 1991 va ser nomenat rector de Vielha. Va ser també canonge del Capítol Catedralici del Bisbat d'Urgell, el primer aranès escollit per a aquest càrrec des de 1805.
Va participar activament en el revifament de la cultura aranesa i va ser secretari de la Fondacion deth Musèu Etnologic dera Val d'Aran, membre del Patronat deth Musèu dera Val d'Aran i cofundador de la revista Tèrra Aranesa. També va traduir a l'aranès el Nou Testament (2010) i el Llibre dels Salms (2011) i va escriure goigs de sants venerats a la vall.
Per la seva tasca de defensa i promoció de l'occità aranès, per la seva normalització lingüística en la litúrgia i la vida quotidiana, va rebre entre altres guardons el Prèmi Lengua Viua el 2004, el juny 2010 la Medalla d'Or del Conselh Generau d'Aran i el 2012 la Creu de Sant Jordi.

## Obres
- Petit Missau Aranés (1978)
- Crotzes e drapèus istoriques dera Val d'Aran
- Nau Testament (2010)
- Salms (2011)
- Istòria dera Glèisa en Aran (2016)[6]